# Pilot Pen International 1998
Il Pilot Pen International 1998  è stato un torneo di tennis giocato sul cemento.
È stata la 25ª edizione del torneo, che fa parte della categoria International Series Gold nell'ambito dell'ATP Tour 1998 e della categoria Tier II nell'ambito del WTA Tour 1998. 
Il torneo si è giocato al Cullman-Heyman Tennis Center  di New Haven nel Connecticut negli USA,
dal 17 al 30 agosto 1998.

## Campioni

### Singolare maschile
Karol Kučera ha battuto in finale  Goran Ivanišević con il punteggio di 6–4, 5–7, 6–2

### Singolare femminile
Steffi Graf ha battuto in finale  Jana Novotná con il punteggio di 6–4, 6–1

### Doppio maschile
Wayne Arthurs /  Peter Tramacchi hanno battuto in finale  Sébastien Lareau /  Alex O'Brien con il punteggio di 7–6, 1–6, 6–3

### Doppio femminile
Alexandra Fusai /  Nathalie Tauziat hanno battuto in finale  Mariaan de Swardt /  Jana Novotná con il punteggio di 6–1, 6–0